# SS Leopoldville

El SS Léopoldville fue un buque de pasajeros construido en 1929, en principio utilizado en el trayecto del Congo Belga a Bélgica. En 1937 fue dado de baja y reformado. Sus dos chimeneas se cambiaron por una más grande y se cambió su proa recta por una lanzada. En mayo de 1940 fue convertido por el ministro de Transporte de Guerra (MoWT por sus siglas en inglés) en un buque de transporte de tropas, aunque también transportó material de guerra para su servicio en Segunda Guerra Mundial. Fue hundido el 24 de diciembre de 1944 por el submarino alemán U-486 en la costa francesa del Canal de la Mancha, cerca de Cherburgo. 

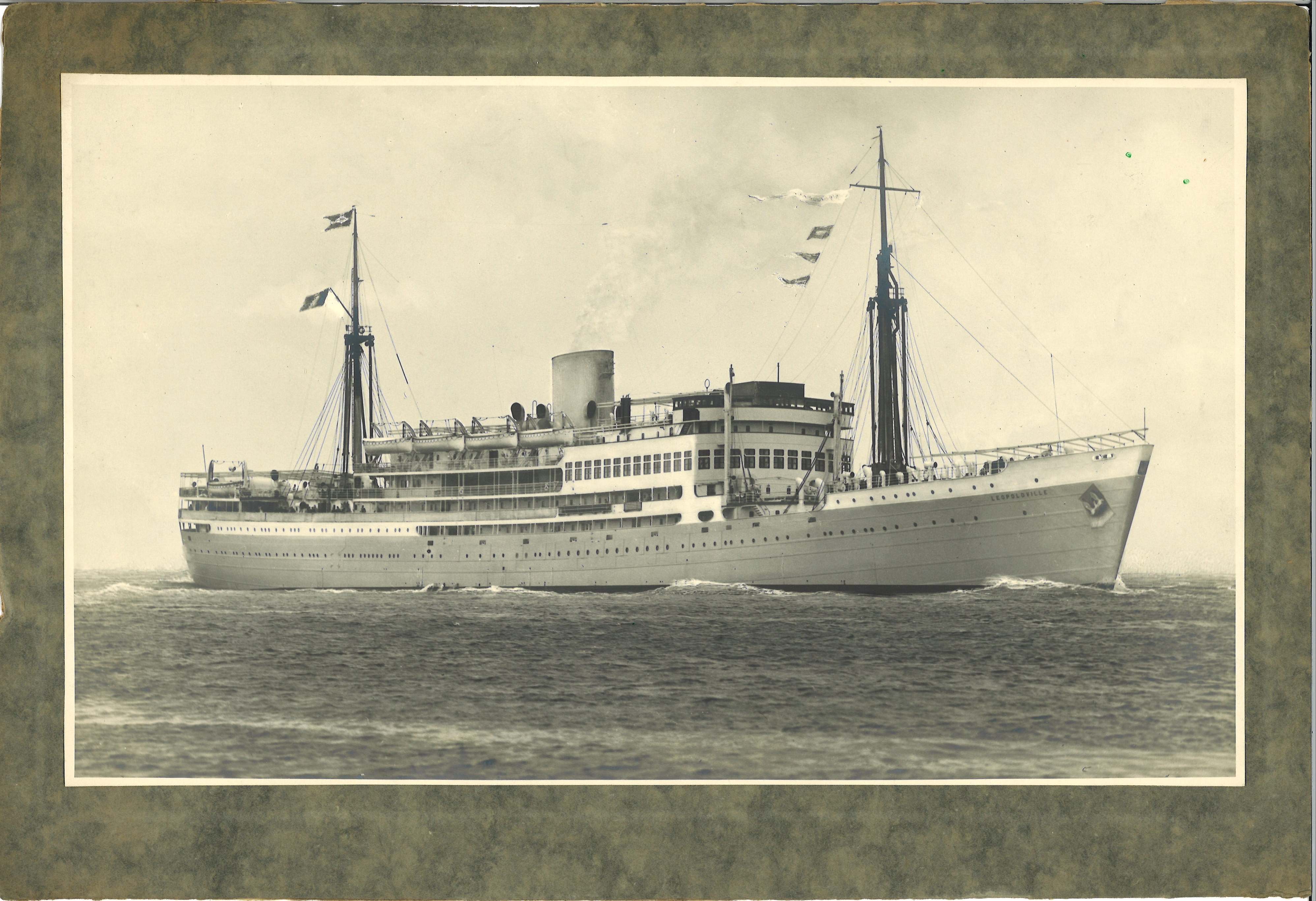
Léopoldville después de 1937

## Hundimiento
Antes del ataque, el Léopoldville había hecho a través del Canal 24 recorridos, transportando más de 120.000 soldados. El Leopoldville se encontraba en una formación de diamante con cuatro destructores de escolta: SS Brillant, SS Anthony, SS Hotham, y el SS Croix de Lorraine, y otra de tropas de la SS Cheshire embarcarse desde Southampton, Inglaterra, que por la noche.
En el día del ataque, el Leopoldville llevaba refuerzos de los Regimientos 262 ª y 264a División de Infantería 66 del Ejército de los Estados Unidos hacia la Batalla de las Ardenas. De los 2.235 soldados estadounidenses a bordo, aproximadamente 515 se supone que han ido a pique con el barco. Otro 248 murió de las heridas, ahogamiento o hipotermia. El capitán Charles Limbor, miembros de la tripulación de uno y tres belgas del Congo también se hundió con el barco. Un número desconocido de soldados británicos murieron. Documentos sobre el ataque se mantuvo secreto hasta 1996.
Uno de los destructores de escolta, brillante, llegó junto con el buque siniestrado. Los soldados en el Leopoldville saltó sobre el brillante más pequeño. El destructor puede tomar sólo unos pocos cientos de los hombres y se dirigió hacia la orilla. Ningún intento de rescate se hicieron mayores, y unos 1.200 hombres quedaron a bordo. El Leopoldville se mantuvo a flote durante dos horas y media después de que el torpedo, después de lo cual se hundió. Se estima que murieron unos 700 soldados.

## Descubrimiento de los restos del naufragio
En julio de 1984, Clive Cussler de la NUMA descubrió los restos del naufragio, situada a las coordenadas 49 ° 45'N 1 ° 34'O. Las autoridades marítimas francesas sin embargo reclamaron el lugar del naufragio, marcado en todas las cartas de navegación ya que su tamaño y la ubicación presenta un peligro potencial para la navegación. La Marina francesa y equipos de UDT en Cherburgo también había utilizado el naufragio como un lugar de buceo la práctica a pesar de las circunstancias que rodearon el hundimiento del Leopoldville Ya que no eran conocidas por ellos hasta el año 1999. Desde entonces todas las inmersiones prácticas militares han cesado.
En 1997, el Monumento a 66a División de Infantería fue dedicado en el pie. Benning, Georgia en la memoria de los soldados que murieron a bordo de la Leopoldville y también para aquellos que sobrevivieron al ataque a la Leopoldville, pero murieron más tarde en la acción.
En 2005, un monumento fue erigido en el Veterans Memorial Park en Titusville, Florida.
Clive Cussler dedicó su libro de 1986 "cíclope" al desastre. La dedicatoria dice:
"Para los ochocientos hombres estadounidenses que se perdieron con la Leopoldville, Navidad de 1944 cerca de Cherburgo, Francia. Olvidado por muchos, recordado por unos pocos. "
En 1998, el Canal Historia emitirá el documental "Cover Up: El hundimiento del SS Leopoldville", que incluyó entrevistas con los sobrevivientes numerosos del hundimiento del buque de la 66a División de Infantería y los marineros de la Marina de los EE. UU. que intentó salvarlos tirando ellos fuera del agua. Los marineros alegaron que llegaron después del hundimiento de la nave y que la mayoría de los hombres que sacaron del agua ya había congelado hasta la muerte en el agua por el momento en que llegó a la escena.
Los soldados de la 66a División de Infantería recibieron la orden de no decirle a nadie sobre el hundimiento del buque ni a sus familiares. Las cartas fueron censuradas por el ejército durante el resto de la Segunda Guerra Mundial. Después de la guerra, los soldados se les ordenó también a la descarga de no hablar sobre el hundimiento del SS Leopoldville a la prensa y dijo que sus beneficios gastrointestinales como los civiles que se cancelará si así lo hicieron.
En 2009, el National Geographic Channel emitió un especial que recrea los acontecimientos que condujeron al hundimiento y tenía los buzos que investigan los restos del naufragio.
Jack Dixon era un joven marinero a bordo del HMS Brilliant, el primer destructor para rescatar barco estadounidense abandonar marino en esa víspera de Navidad de 1944. Con tan sólo 21 años de edad, él y otros miembros de la tripulación lucharon contra las condiciones para tratar de rescatar a los marineros tantos como sea posible. Desde su sitio web;
"HMS Brilliant se fue a lo largo del costado de babor del buque de tropas que habíamos puesto nuestras defensas estribor por la borda, el oleaje estaba causando un ascenso y la caída de entre 8 pies y 12 pies de las redes codificación colgaban por el costado del Leopoldvilles del puerto y los soldados estadounidenses. bajaban a nuestra cubierta superior. Algunos hombres habían comenzado a saltar desde una altura aproximada de 40 pies. Desafortunadamente extremidades estaban rotas cuando aterrizaron en los tubos de torpedos y otros equipos fijos en el lado de estribor de la cubierta superior; algunos hombres cayeron entre las dos embarcaciones y fueron aplastados en los dos barcos, que se estrellaban entre sí por culpa del oleaje. Para evitar mayores daños, si es posible, todas las hamacas fueron educados de nuestros comedores, cubiertas inferiores y fueron colocados en la parte superior o en la cubierta de estribor para amortiguar la caída de la soldados que desembarcaron. "